# Aeroportul Meselia
Aeroportul Meselia (IATA: MFZ) este un aeroport din West New Britain Province⁠(d), Papua Noua Guinee.
aeroportul dispune de o singură pistă.